# Догма
Догма (грч. δόγμα) је научни став, теза, тврдња или начело појединог филозофа или филозофске школе, који се сматрају необоривима, не дају се оповргнути или се сматрају битним, односно карактеристичним за одређени филозофски или научни систем. Опште прихваћено и јасно формулисано мишљење или учење које не допушта да се у њега сумња нити оставља могућност да буде оповргнуто или дискутовано. 
У хришћанској теологији догма је став вјере који се сматра истином објављеном на натприродан начин, а истовремено се покушава протумачити рационално-појмовним путем; за објашњење верских догми меродавна је једино црква и њени ауторитети. Догма се стога често помиње уз религију.
У световном облику и појављивању, догма задржава исти смисао необоривости и неприкосновености одређених друштвено-политичких, идеолошких, партијских и др. ставова, схватања, научно-филозофских теза и теорема, итд., који снагу своје аргументације црпе из ауторитета који такве догме износе, тврде и заступају. У том смислу догма је супротна методичкој скепси (сумњи), научној методи, критичком испитивању, филозофском и научном истраживању и стваралачком откривању истине која нигде и никада није унапред дата или „природно” односно „натприродно” објављена и утврђена. 
У античкој филозофији означава сигурну науку, док се теолошко кориштење овог појма везује за означавање дефинисане објављене истине коју треба у вери прихватити.
Појам догма је након Канта добио филозофски негативно значење и означава некритичку и немотивисану сигурност.